# Wilhelm Maybach
August Wilhelm Maybach (ur. 9 lutego 1846 w Heilbronn, zm. 29 grudnia 1929 w Stuttgart-Bad Cannstatt) – niemiecki konstruktor i przemysłowiec, współpracownik Gottlieba Daimlera, jeden z pionierów motoryzacji, z wykształcenia ślusarz.
Opracował konstrukcję i produkował pojazdy mechaniczne, silniki spalinowe (również do napędu statków powietrznych), wynalazł stawidło jarzmowe, przekładnię obrotów, gaźnik dyszowy z pływakiem i iglicą.
W 1883 roku skonstruował silnik szybkobieżny w oparciu o ideę Gottlieba Daimlera, lecz patent był zapisany na nazwisko tego drugiego. W 1886 roku Maybach z Daimlerem skonstruowali pierwszy samochód, ale powszechnie uważa się, że to Carl Benz wynalazł samochód.
W 1909 roku wspólnie z Ferdinandem Zeppelinem, konstruktorem sterowców, założył przedsiębiorstwo Maybach-Motorenbau we Friedrichshafen produkujące silniki i samochody.
Miał synów Karla Maybacha i Adolfa Maybacha.
August Wilhelm Maybach odbył pierwszą jazdę testową na protoplaście współczesnych motocykli. Niemiecki inżynier pokonał kilkukilometrową trasę z Cannstatt do Untertürkheim w tempie 12 km/h.

## Literatura
- Rauck, Max J.: Wilhelm Maybach: der grosse Automobilkonstrukteur. Baar 1979.